# Bataille de Vauchamps
Sixième Coalition
Batailles
Campagne de Russie (1812)
- Liste des batailles
- Mir
- Moguilev
- Ostrovno
- Vitebsk
- Kliastitsy
- Smolensk
- 1re Polotsk
- Valoutina Gora
- Moskova
- Moscou
- Winkowo
- 2e Polotsk
- Maloïaroslavets
- Gorodnia
- Czaśniki
- Viazma
- Smoliani
- Krasnoï
- Bérézina

Campagne d'Allemagne (1813)
- Dantzig
- Lunebourg
- Möckern
- Lützen
- Bautzen
- Reichenbach
- Haynau
- Luckau
- Hoyerswerda
- Lauenbourg
- Goldberg
- Gross Beeren
- Katzbach
- Dresde
- Kulm
- Dennewitz
- Peterswalde
- Liebertwolkwitz
- Leipzig
- Hanau
- Sehested
- Torgau
- Hambourg

Campagne de France (1814)
- Sainte-Croix-en-Plaine
- Besançon
- Mayence
- Metz
- Saint-Avold
- 1re Saint-Dizier
- Brienne
- La Rothière
- Campagne des Six-Jours (Champaubert
- Montmirail
- Château-Thierry
- Vauchamps)
- Mormant
- Montereau
- Bar-sur-Aube
- Saint-Julien
- Laubressel
- Berry-au-Bac
- Craonne
- Coutures
- Laon
- Soissons
- Mâcon
- Reims
- Saint-Georges-de-Reneins
- Limonest
- Arcis-sur-Aube
- Fère-Champenoise
- 2e Saint-Dizier
- Meaux
- Claye
- Villeparisis
- Paris

- Feistritz
- Caldiero (en)
- Trieste
- Mincio

- Hoogstraten (de)
- Anvers
- Berg-op-Zoom
- Courtrai

La bataille de Vauchamps (à l'est de Montmirail) eut lieu le 14 février 1814 lors de la campagne de France et vit la victoire de l'armée française et de Napoléon Ier sur les troupes prussiennes du général Gebhard von Blücher.

## Les combats contre l'armée de Silésie
L'armée de Silésie, commandée par Blücher, et forte de cinq corps, avance vers Paris. Mais Napoléon parvient à briser cette avance aux batailles de Champaubert, de Montmirail, et de Château-Thierry. Les deux corps commandés en personne par Blücher, immobiles depuis le 9 février à Vertus, se portent le 13 à Montmirail.
Face aux corps de Kleist et de Kaptsevitch (en), totalisant 30 000 hommes, Marmont, qui surveille la route de Châlons depuis Étoges, n'a qu'un corps d'infanterie et la cavalerie de Grouchy. 
Celui-ci se déplace dans la nuit avec la Garde et Ney, et arrive à Montmirail le matin, en même temps que Marmont poussé par les Prussiens.

## Forces en présence

### Du côté français
Napoléon dispose de :
- VI corps commandée par Auguste-Frédéric-Louis Viesse de Marmont qui comprend : 
  - 3e division du général Joseph Lagrange
  - 8e division du général Étienne Pierre Sylvestre Ricard
  - 7e division du général Jean François Leval (intégrée temporairement au corps de Marmont)
- Cavalerie, sous le commandement d'Emmanuel de Grouchy : 
  - Division du général Antoine Louis Decrest de Saint-Germain
  - Division du général Jean-Pierre Doumerc
  - Division du général Étienne Tardif de Pommeroux de Bordesoulle
- Cavalerie de la Garde impériale, commandée par le général Étienne Marie Antoine Champion de Nansouty :
  - 2e division du général Rémy Joseph Isidore Exelmans
  - 3e division du général Louis Marie Levesque de Laferrière
- Artillerie de la Garde impériale, sous le commandement du général Antoine Drouot
- Infanterie de la Garde impériale, sous le commandement du maréchal Michel Ney : 
  - 1re division (Vieille Garde) du général Louis Friant
  - 1re division (Jeune Garde) du général Claude Marie Meunier
  - 2e division (Jeune Garde) du général Philibert Jean-Baptiste Curial

## Déroulement
Aussitôt, l'offensive commence. Marmont attaque Vauchamps, fait reculer les Prussiens qui sont contournés par Grouchy. Celui-ci met le désordre dans la retraite, renforcé par les escadrons de service du général Lafferrière qui attaque inopinément.
Blücher continue de reculer, en échiquier. Mais Grouchy, prévoyant la retraite sur Étoges, part à travers bois avec les divisions Doumerc, Bordesoulle et Saint-Germain, et l'attend sur la route avant Champaubert. Il le charge et le disloque, épaulé par la cavalerie de la Garde à la nuit tombante.
Blücher espérait refaire ses troupes à l'abri d'Étoges à la faveur de la nuit, et se renforcer par des régiments de cavalerie russe et prussienne, mais Marmont fait encore charger à la baïonnette à la nuit tombée, faisant encore de nombreux prisonniers.

## Bilan
L'armée de Silésie est momentanément hors de combat après quatre défaites consécutives, ayant eu 32 000 tués, blessés ou prisonniers, contre seulement 3 000 parmi les Français.
Après ce succès, Napoléon quitte la vallée de la Marne et repart vers le sud-est pour faire face à la Grande Armée coalisée commandée par Schwarzenberg, laissant en observation les corps des maréchaux Marmont et Mortier. Clausewitz estime que Blücher a commis deux lourdes erreurs, l'une de disperser ses corps d'armée dans sa marche vers Paris, ce qui a permis à Napoléon de remporter des victoires sur les corps isolés d'Olsoufiev, Osten-Sacken et Yorck dans les journées du 9 au 12 février, l'autre de chercher la bataille contre Napoléon le 14 février alors que celui-ci se retirait ; mais que Napoléon a aussi commis une faute en abandonnant les opérations contre Blücher, ce qui a permis à ce dernier de refaire ses forces par la suite.